# Ясьонна (Великопольське воєводство)
Ясьонна (пол. Jasionna) — село в Польщі, у гміні Вронки Шамотульського повіту Великопольського воєводства.
Населення — 271 особа (2011).
У 1975-1998 роках село належало до Пільського воєводства.

## Демографія
Демографічна структура станом на 31 березня 2011 року:
|          | Загалом | Допрацездатний вік | Працездатний вік | Постпрацездатний вік |
| -------- | ------- | ------------------ | ---------------- | -------------------- |
| Чоловіки | 147     | 46                 | 86               | 15                   |
| Жінки    | 124     | 23                 | 74               | 27                   |
| Разом    | 271     | 69                 | 160              | 42                   |